# 布基納法索大區

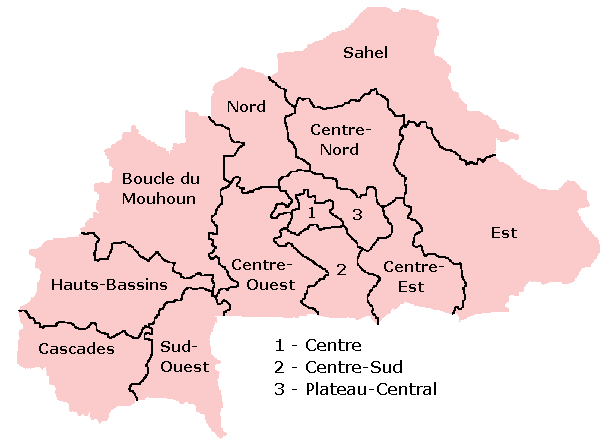
布基纳法索诸大區地图

布基纳法索分为13个大區，45个省。
1. 布克萊迪穆翁大區
2. 中北大區
3. 中南大區
4. 中央大區
5. 中東大區
6. 中西大區
7. 瀑布大區
8. 東部大區
9. 上盆地大區
10. 北部大區
11. 高原-中部大區
12. 薩赫勒大區
13. 西南大區